# Bernardo VI de Armagnac
Bernardo VI, (ca. 1270 – 1319), Conde de Armagnac y Fezensac, fue el hijo de Geraldo VI, Conde de Armagnac, y Mathe de Béarn.

## Servicio al Rey de Francia
En 1302, Bernardo luchó en Italia bajo las órdenes de Carlos de Valois. Posteriormente, participó en todas las campañas en Flandes de Felipe IV y su hijo Luis X (en 1303, 1304, 1313 y 1315). Sirvió al frente de grandes contingentes de tropas reales. Contribuyó particularmente a la victoria de Mons-en-Alarcon el 18 de agosto de 1304, con cuatrocientos hombres armados y mil policías a pie. Esta actividad militar era muy cara y empobreció a Bernardo VI, que tuvo que pedir un préstamo de 2500 florines de oro para pagar el funeral de su mujer.

## Conflicto con la Casa de Foix
Tras la muerte de Gaston VII, Vizconde de Béarn, su abuelo, mantuvo una larga guerra contra los Condes de Foix por disputas acerca del testamento. El testamento favorecía a los condes de Foix y Bernardo rechazó su legitimidad. El conflicto provocó una guerra no declarada entre las casas de Foix y Armagnac, que se extendería a lo largo de todo el siglo XIV.

## Matrimonios y descendencia
Él se casó en primer lugar con Isabel d'Albret (c. 1275 † 1 de diciembre de 1294), hija de Bernard Ezy IV señor de Albret y Jeanne de Lusignan. A través de este matrimonio, Bernardo VI llevó el título de señor de Albret entre los años 1280 y 1294.
En 1298, se casó con Cecilia de Rodez, heredera de Henri II Conde de Rodez.Los hijos nacidos de este segundo matrimonio fueron
- Juan I (1305 † 1373), Conde de Armagnac, de Fezensac y Rodez.
- Mathe († 1364), casada en 1321 con Bernard Ezi IV, Señor de Albret.
- Isabella, Señora de Beras.

Bernard tuvo un hijo ilegítimo;
- John, Bastardo de Armagnac, llamado la Guerre (la Guerra), participó en guerras en Gascuña.[1] Fue capturado por los hombres del rey, y liberado tras prometer lealtad y fidelidad al monarca. Abandonó las armas, abrazó el estado eclesiástico, fue Patriarca de Alejandría y asumió la administración de la diócesis de Rodez en 1376.